# ریس نورینگتون-دیویس
ریس نورینگتون-دیویس (انگلیسی: Rhys Norrington-Davies؛ زادهٔ ۲۲ آوریل ۱۹۹۹) بازیکن فوتبال اهل بریتانیا است.
از باشگاه‌هایی که در آن بازی کرده‌است می‌توان به باشگاه فوتبال شفیلد یونایتد اشاره کرد.
وی همچنین در تیم‌های ملی فوتبال زیر ۲۱ سال ولز، و ولز بازی کرده‌است.